# Stara Gradiška
Stara Gradiška è un comune della Croazia di 1 717 abitanti della regione di Brod e della Posavina.  

Il nome significa Vecchia Gradisca, per non confonderla con l'attiguo insediamento di Nova Gradiška (Nuova Gradisca), sempre in Croazia, fondato nel 1748 col nome tedesco di Friedrichsdorf.  Esiste, inoltre, una terza Gradiška, nota anche come Bosanska Gradiška o Gradisca-dei-Turchi (Gradiska-des-Turcs), dall'altra parte della Sava, a lungo una piazzaforte del Turco.

## Altri articoli
- Campo di concentramento di Stara Gradiška, creato dal regime croato degli Ustascia di Ante Pavelić nell'estate 1941 come prigione per politici, poi convertito in campo di concentramento per donne e bambini dall'inverno 1942 all'aprile 1945